# Archie Robertson (athlétisme)
Cet article concerne l'athlète. Pour le footballeur écossais, voir Archie Robertson.
Arthur James « Archie » Roberston, né le 19 avril 1879 à Sheffield et mort le 18 avril 1957 à Peterborough, est un athlète écossais, spécialiste du demi-fond. 

## Palmarès
| Date | Compétition             | Lieu    | Résultat | Épreuve      |
| ---- | ----------------------- | ------- | -------- | ------------ |
| 1908 | Jeux olympiques de 1908 | Londres | 1er      | 3 miles      |
| 1908 | Jeux olympiques de 1908 | Londres | 2e       | 3200 steeple |